# Ragione di adoprar sicuramente l’arme si da offesa, come da difesa

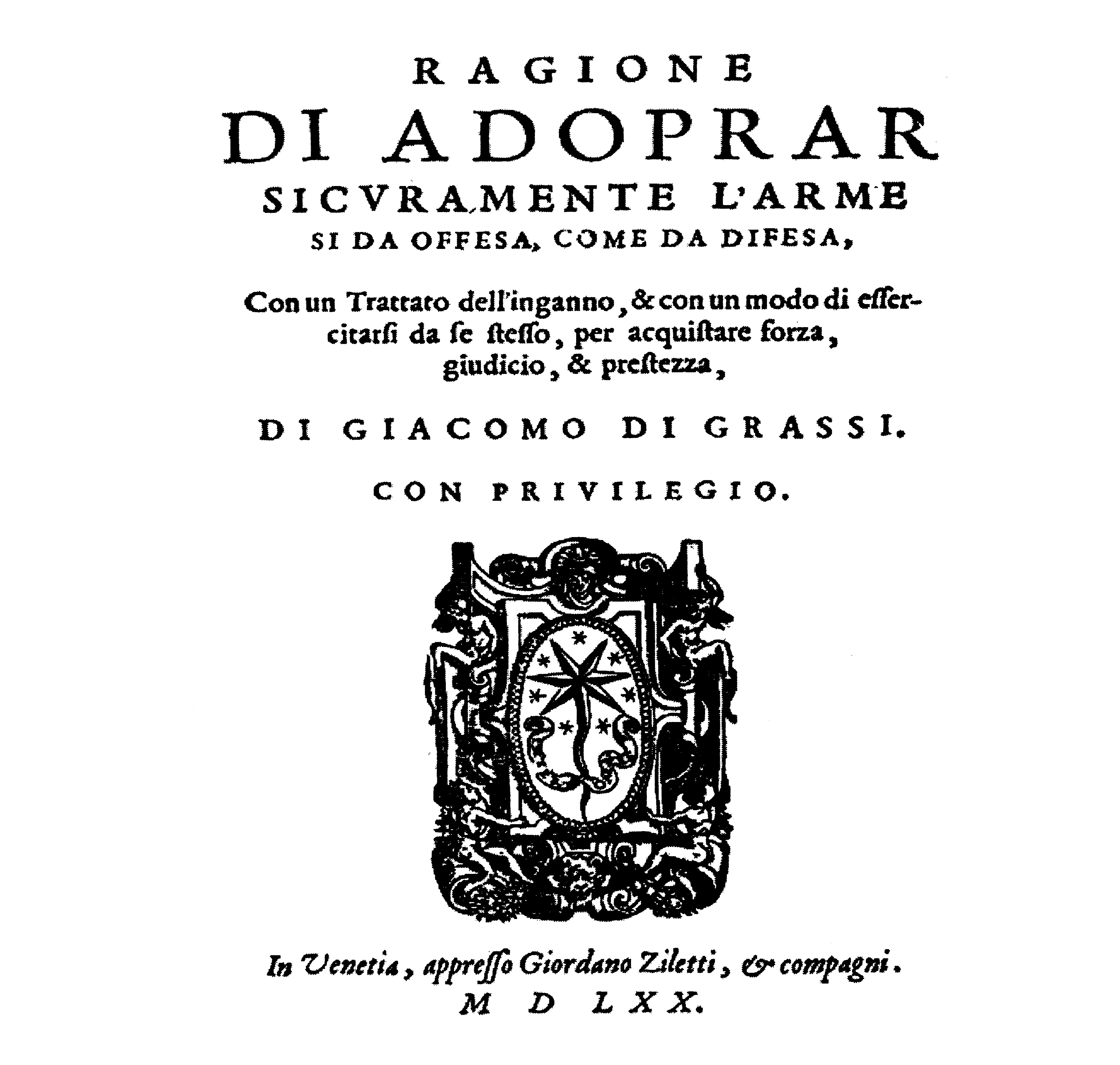
Giacomo di Grassi. Ragione di adoprar sicuramente l’Arme, si da offesa come da difesa

Ragione di adoprar sicuramente l’arme si da offesa, come da difesa (deutsch: „Die Gründe für den sicheren Einsatz von Waffen für Angriff und Verteidigung“) ist ein italienischsprachiger Traktat über das Fechten, der im Jahr 1570 von Giacomo di Grassi veröffentlicht wurde. Er hatte einen entscheidenden Einfluss auf die Entwicklung der italienischen Fechtkunst. 1594 wurde der Text in einer englischen Übersetzung unter dem Titel „Di Grassi, His True Arte of Defence“ erneut veröffentlicht.

## Inhalt
In dem Traktat sind die Prinzipien und Methoden des Umgangs mit den verbreitetsten Waffen der Zeit beschrieben, darunter Schwert, Dolch, Kappa, Brokero, Rosella, Hellebarde, Ronha und Lanze. Giacomo di Grassi skizziert einfache Prinzipien und Wege, die Kontrolle über die Waffe zu verbessern. Dies sollte einem Kämpfer Vorteile im Waffengang bringen und ihm zum Sieg im Zweikampf verhelfen, wenn er zumindest einige der Methoden anzuwenden wusste. Das Werk enthält neben erläuternden Texten zur Veranschaulichung auch diverse Illustrationen, darunter auch geometrische Zeichnungen zur Veranschaulichung von Körperhaltungen.
Unter anderem enthält der Traktat eine bestimmte Stellung der Beine, nach vorn gerichtete Position, bei der die Füße dicht beieinander stehen, ähnlich der modernen Beinarbeit im Kendo.
Giacomo di Grassi hat den Grundstein für die Entwicklung der Venezianischen Fechtschule gelegt und die folgenden Themen beschrieben:
- Kunst der Anwendung des Schwertes
- Trennung des Schwertes
- Schläge mit der Spitze (stechende Schläge)
- Bequeme Lage der Hände und der Beine
- Alle Kampfpositionen
- Wege, wie man am besten schlägt
- Wege der Verteidigung
- Grundsätze, die eingehalten werden müssen
- Methoden des Angriffs und der Verteidigung in verschiedenen Positionen
- Schutz vor dem Schlag der Spitze
- Arbeit mit einem Schwert und einem Dolch
- Wege, einen Dolchschlag zu parieren
- Verteidigung mit dem Schwert und dem Dolch
- Wege der Gefechtsführung, den Angriff und den Schutz mit zwei Schwertern
- Wege der Gefechtsführung mit der Hellebarde
- Arbeit mit dem Spieß
- Tödliche Schläge mit verschiedenen Waffen
- Grundlegende Empfehlungen für die Verteidigung
- Übungen, um Kraft aufzubauen

## Leben und Bedeutung Giacomo di Grassis
Giacomo di Grassi wurde in Modena geboren und war als Fechtmeister in Treviso tätig. Über sein weiteres Leben ist nichts bekannt. Im Jahr 1570 veröffentlichte er in Venedig sein grundlegendes Werk «Ragione di adoprar sicuramente l’arme, si da offesa come da diffesa». Es erschien in einer Zeit, in der beim Fechten zunehmend von schweren Schwertern auf leichtere Hieb- und Stichwaffen wie etwa Rapiere umgestiegen wurde.
Die englische Übersetzung seines Traktats als «Di Grassi, His True Arte of Defence» erschien 1594 bei I. Iaggard in London. Der Übersetzer blieb anonym und wurde nur mit „I.G., Gentleman“ angegeben. Italienische Kultur, darunter auch die italienische Fechtkunst, war zu dieser Zeit europaweit in Mode. Grassis Werk war das erste in England erscheinende Fechtbuch und entwickelte sich daher auch zu einem der bekanntesten Werke der Fechtkunst in England während des elisabethanischen Zeitalters.